# Nebka
Nebka ("Heer van de ka") is de troonnaam van een Oud-Egyptische farao uit de Derde Dynastie tijdens de Oude Rijksperiode (27e eeuw v. Chr.). Voorheen werd Nebka gezien als stichter (en eerste heerser) van de Derde Dynastie op basis van twee bronnen uit het Nieuwe Rijk; het archeologische bewijs hiervoor ontbreekt echter. Tegenwoordig wordt aangenomen dat Nebka de troonnaam was van Sanacht, de derde of vierde heerser van de Derde Dynastie --hoewel ook voor diens bestaan (en zeer waarschijnlijk slechts korte regeerperiode) slechts spaarzaam archeologisch bewijs is-- en dat hij identiek is aan de (gehelleniseerde) Νεχέρωχις (Necherôchis, Necherôphes of Necherofes), zoals opgetekend door de Egyptische priester Manetho uit de veel latere Ptolemeïsche periode (3e eeuw v. Chr.).
Het graf van Nebka is (nog) niet gevonden, hoewel er drie locaties zijn voorgesteld: een mastaba in Beit Khallaf (geopperd door John Garstang), een lemen structuur in Abu Roash (Swelim en Dodson), en de Onafgemaakte Noordelijke Piramide (Piramide van Baka) in Zawyet el'Aryan.